# 宇陀広域消防組合
宇陀広域消防組合（うだこういきしょうぼうくみあい）はかつて存在した奈良県宇陀市、宇陀郡曽爾村、御杖村の1市2村により組織された消防組合である。消防本部は宇陀市に置かれていた。奈良県広域消防組合に統合し解散した。

## 概要
- 消防本部：奈良県宇陀市榛原萩原1230番地
- 管内面積：375.09km2
- 職員定数：120人
- 消防署2カ所
- 主力機械（2009年4月1日現在）
  - 普通消防ポンプ自動車：4
  - 水槽付消防ポンプ自動車：4
  - 救急自動車：5
  - 指揮車：6
  - 救助工作車：1
  - 小型動力ポンプ：4
  - 広報車：1

## 沿革
- 1980年4月1日 – 宇陀広域消防組合が発足。
- 1980年10月1日 – 業務を開始。
- 1989年2月28日 – 消防本部及び本部消防署新築工事が完了。
- 2014年4月1日 - 奈良県広域消防組合に統合し解散した[1][2][3]。